# Clavulina humicola
Clavulina humicola é uma espécie de fungo pertencente à família Clavulinaceae.